# شهرستان چانگشون
شهرستان چانگشون (به لاتین: Changshun County) یک منطقهٔ مسکونی در چین است که در کیانان بویای اند میاو واقع شده‌است.